# Hamataliwa marmorata
Hamataliwa marmorata är en spindelart som beskrevs av Simon 1898. Hamataliwa marmorata ingår i släktet Hamataliwa och familjen lospindlar. Inga underarter finns listade i Catalogue of Life.